# 王际强
王际强（1906年—1995年），男，今辽宁省沈阳市辽中区人，中国电机工程师。重庆大学教授。

## 生平
清朝光绪三十二年（1906年），王际强生于奉天省辽中县（辽宁省沈阳市辽中区）。1925年，考入省立东北大学电机系，1929年以全班第一名的成绩毕业。同年，受张学良资助赴美国留学。
1931年，获美国普渡大学电机工程硕士学位。1932年回国后，历任省立东北大学教授、电机系主任。1937年全面抗日战争爆发后，东北大学迁往陕西，改组为国立西北工学院。他历任教授、教务长。1949年初，受冯简聘请，赴国立重庆大学工作，历任电机系主任、工学院院长、教务委员会副主任委员、副教务长、教务长、图书馆馆长、校学术委员会副主任等职。1963年被水电部聘为高等学校发电厂电力网及电力系统专业教材编审委员会副主任，兼任电力网与电力系统教材编审小组组长、四川省电机工程学会第一届副理事长等职。
担任重庆市第二、第三届人民代表大会代表，第三、四、五、六届四川省人民代表大会代表，第六届四川省人大常委，第六、七、八届重庆市政协副主席兼科技工作委员会主任，九三学社中央参议委员会常委，九三学社四川省委副主委，九三学社重庆市委名誉主委，四川省电机工程学会副理事长等职。
1981年11月，增补为中国人民政治协商会议第五届全国委员会委员；1983年6月，当选为第六届委员。
1995年，去世。

## 出版物
合著《发电厂及电力系统概论》，合译《电力系统故障分析》。